# Thomisus simoni
Thomisus simoni là một loài nhện trong họ Thomisidae.
Loài này thuộc chi Thomisus. Thomisus simoni được Pawan U. Gajbe miêu tả năm 2004.